# WASP-15
WASP-15  — зоря на Головній Послідовності спектрального класу F5 з видимою зоряною величиною в смузі V 11m, що розташована приблизно на відстані 1000 світлових років від Землі у напрямку сузір'я Гідра.

## Планетарна система
Дана зоря має позасонячну планету WASP-15b, яку було відкрито в рамках проекту СуперWASP у 2008р.
| Планета (по порядку віддалення від зорі) | Маса           | Радіус           | Велика піввісь (а.о.) | Орбітальний період (діб) | Нахил орбіти (°) | Ексцентриситет орбіти | Кіл-ть супутників |
| ---------------------------------------- | -------------- | ---------------- | --------------------- | ------------------------ | ---------------- | --------------------- | ----------------- |
| WASP-15b                                 | 0.542 ±0.05 MJ | 1.428 ± 0.077 RJ | 0.0499 ±0.0018        | 3.7520656 ±2.8e-06       | ?                | 0                     | ?                 |

## Див.також
- WASP-14
- WASP-15b
- WASP-16
- СуперWASP
- HATNet Проект або HAT
- Перелік екзопланет